# 江西料理
江西料理(こうせいりょうり、中国語 江西菜 Jiāngxī cài、贛菜 Gàn cài)は、中華人民共和国江西省の地方料理。醤油ベースで、味が濃く、油を多く使い、素朴な料理という特徴がある。

## 概要
江西省は略称を「贛」(かん、ガン)といい、このため江西省の料理は、「贛菜」(かんさい、ガンツァイ)ともいう。江西料理は、中華料理の八大菜系には入れられておらず、また、省内で地域差もあるため、八大菜系のどれに属すかは意見の違いがある。江西省北部の料理は、隣接する安徽省南部の安徽料理の系統に比較的近く、醤油や豆豉を味のベースによく使うが、味付けはより濃く、ラード、カメリア油などの油を多く使い、唐辛子を入れた辛い料理が多いなどの違いがある。唐辛子は生で食べることもある。醤油ベースで、山菜や筍などの山の幸を取り入れた素朴な料理という点では、隣接する浙江省西南部の衢州市周辺の料理、福建省西部(閩西)の福建料理とも共通性がある。また、唐辛子を使う料理では、やはり西に隣接する湖南料理とも近く、酢で酸味も加える料理もあるが、湖南料理ほどは辛くしない。「臘肉」(ラーロウ)と呼ばれる塩漬けした干し豚肉も湖南料理同様によく使われる。南部では客家料理も食べられている。
近年、省都の南昌市などでは、地元の素材を用い、広東料理、四川料理、湖南料理などの手法を取り入れた創作料理を出して人気を博す料理店もある。また、従来は使われなかった海水魚や海のエビなどを使い、江西風の味付けをし、また見栄えにもこだわった料理も作られるようになっている。
江西省の特色ある食材としては、鄱陽湖(はようこ)周辺で取れるタカヨモギ(中国語「藜蒿」)やヒメシラウオ（「銀魚」）、泰和県の泰和烏骨鶏、大余県のツクシガモ(「麻鴨」)、廬山の岩茸(「石耳」、「岩菇」)、渓流に住むスピノーザトゲガエル(「石鶏」)、広昌の蓮の実などがある。南豊県特産の蜜柑もデザートによく使われる。調理油として、ラード、菜種油、ごま油の他、地元で取れる油茶のカメリア油が多用される。
調理法では総じて他の地方よりも煮物、蒸し物が多く、油で揚げてから煮たり、長時間煮込んだり蒸したりしてやわらかく、しっかりとした味付けで食べられるような料理が多い。「煨湯」と呼ばれる壷蒸しスープもその一例である。炒め物は賽の目切りなど、細かく切って調理するものが多い。特色ある調理法として「粉蒸」と呼ばれる、粗く砕いた米と食材をあわせて味をつけて蒸すものがある。また、芋類をマッシュして米粉を加え、団子にしたり、穀物をペースト状にすることもよく行われる。
食事と共に飲まれる茶は緑茶が多く、九江市濂渓区の雲霧茶、婺源県の茗眉緑茶、井岡翠緑茶、遂川県の狗牯脳茶、安遠県の九竜茶などの産地、銘柄があり、食材として使われる場合もある。また、酒では南昌市の大麹酒、丁坊酒、萍郷市の蘇軾蜜酒、瑞金市の梅関春酒など独特の風味を持つものがある。
江西省には「磁都」と称される磁器の名産地景徳鎮市があり、食器も地元のものにこだわることが多い。景徳鎮市は浮紅茶という紅茶の産地でもある。

## 歴史
江西省は、明代以降は現在と近い区域で行政が行われているが、それ以前はといえば、漢代には現在の福建省と共に揚州に属していた。唐には現在の湖南省と共に江南西道に属し、洪州（現在の南昌）に道都を置いた。五代十国時代には現在の安徽省、江蘇省と共に南唐に属し、元代には現在の広東省東部と共に江西行省に属すなど、周辺の地域との合併分離を繰り返した地域である。このため、料理も周辺の地域の特徴や調理法を取り入れたものとなったと考えられる。
江西省南部は主に客家が住む地域であり、主に明代中期から清代前期にかけて現在の広東省東部の嘉応州や現在の福建省西部から耕作のため請われて、或いは難民として大量に流入した。一部は北部にも流入している。このため、食文化でも客家料理との融合がみられる。

## 分類
江西料理は、大きく分けると北から順に鄱陽湖料理、南昌料理、贛南(かんなん)料理の三系統に分かれるとされる。西部では湖南料理の影響を受けて、より辛い料理が食べられ、東部では辛くない料理が多いなど、東西の差も見られる。

### 鄱陽湖料理
鄱陽湖料理「鄱陽湖菜」は、省北部の鄱陽湖を中心とした淡水産の素材を利用した、南昌菜と比べると淡白な料理である。この地区には避暑地として有名な世界遺産の廬山があり、各地から来る要人のために、技法にもこだわった宴会料理も生み出されている。
- 藜蒿炒臘肉 - タカヨモギと干し豚肉の炒め物
- 雲霧茶葉烹蝦仁 - 雲霧茶と川エビの炒め物
- 雲霧石鶏 - スピノーザトゲガエルの雲霧茶いぶし
- 豆豉爆辣椒 - トウガラシの豆豉炒め
- 山薬燉肉 - ヤマイモと豚スペアリブの煮込み
- 湖口糟魚 - 湖口県の粕漬け魚の豆豉、唐辛子炒め
- 潯陽魚片 - アオウオの切り身のピカタのうま煮
- 清蒸荷包紅鯉魚 - 婺源県の緋鯉の蒸し物
- 糖醋鯽魚 - フナの唐揚げ甘酢餡かけ
- 熟燴蝦仁 - 剥き川エビとクログワイの炒め煮
- 銀魚炒藕絲 - シロウオと蓮根の細切りの炒め物
- 滑豆腐 - 細切り豆腐のうま煮
- 蓮藕湯 - レンコンスープ

### 南昌料理
南昌料理「南昌菜」は、省都の南昌市とその西側、南側の周辺地域の料理で、省内各地の料理の特徴を取り入れており、バラエティーに富む。
- 米粉肉 - 炒った米の粉と豚肉の碗蒸し
- 南安板鴨 - 南安府の乾しアヒル
- 荷包胆 - 南安府の豚肉と米粉の蓮の葉包み蒸し
- 清燉武山鶏 - 泰和県の烏骨鶏のスープ
- 海参眉毛肉丸 - 乾しナマコと細長い肉団子のうま煮
- 空心魚丸湯 - ラードを包んで中空にしたつみれのスープ
- 瓦罐煨湯 - 壷蒸しスープ。一人前サイズの壷に肉、生薬などの素材と水を入れ、低温でじっくり蒸し、エキスを引き出したもの。素材の組み合わせで種類が多い。
- 江西炒米粉 - 江西焼きビーフン(豚肉、筍、椎茸、セロリ等入り)
- 石頭街麻花 - 南昌石頭街の花林糖

### 贛南料理
贛南料理「贛南菜」は、南部の贛州を中心とした地方の料理で、濃い味付けの江西料理とともに、客家料理として伝わる伝統料理が食べられており、代表的な豆腐の肉詰め（「釀豆腐」）の他、米で作る甘くない外郎のような「粄」やライスヌードルの「粄条」なども主食のひとつとして食べられている。また、客家料理同様、漬け物を料理に使う事が多い。
- 贛州小炒魚 - 酸っぱく辛い味付けの草魚などの揚げ煮
- 三杯鶏、三杯子鶏 - 醤油、甘酒、ラードで煮る鶏
- 魚餅 - 草魚などの薩摩揚げ
- 魚餃 - 草魚などを棒で叩いて薄く伸ばし、肉を包んだゆで餃子
- 菜餃子 - 漬け菜を米の粉で作った皮で包んだ餃子
- 全寿鶏 - 贛州の鶏とシイタケの煮物
- 流浪鶏 - ゆで鶏の内臓ソースがけ
- 信豊鶏 - 信豊県の蒸し鶏の内臓あんかけ
- 炒東坡 - 大腸と酸っぱい漬け物の炒め物
- 醋果子 - 米のとぎ汁を発酵させて作る酸味の強い液に浸けて作る酸っぱい漬け物
- 雲片 - 白玉粉と食紅で、紅白または緑と白のうず模様にした揚げ餅

## 他地方での普及
北京、上海などの大都市では江西料理専門店も存在するが、中国各地に広く普及している訳ではない。江西風の「煨湯」(壷蒸しスープ)専門店は華南の都市にも点在している。